# Droisy (Alta Saboia)
Droisy é uma comuna francesa na região administrativa de Auvérnia-Ródano-Alpes, no departamento da Alta Saboia. Estende-se por uma área de 4.55 km². Em 2010 a comuna tinha 161 habitantes (densidade: 35,4 hab./km²).